# NGC 3347C
NGC 3347C (другие обозначения — ESO 376-5, MCG -6-24-3, PGC 31797) — галактика в созвездии Насос.
Этот объект не входит в число перечисленных в оригинальной редакции «Нового общего каталога» и был добавлен позднее.